# Maria Cândida Parreira
Maria Cândida Bragança de Oliveira Parreira (Lisboa, 16 de Janeiro de 1877 — Lisboa, 28 de Julho de 1942) foi uma advogada e política ligada à União Nacional do Estado Novo. Licenciada em Direito pela Universidade de Lisboa (1919), tinha 58 anos quando em 1934 foi eleita deputada à I legislatura da Assembleia Nacional, sendo uma das três primeiras mulheres com assento parlamentar em Portugal.

## Biografia
Licenciada em Direito pela Universidade de Lisboa (1919), advogada de profissão, definia-se como católica, apostólica, romana e praticante, afirmando não compreender mulher que o não fosse. Nas suas intervenções parlamentares centrou-se nas questões de pendor social e de instrução pública. Foi autora da proposta, aprovada por unanimidade, de concessão às mulheres empregadas ou assalariadas com mais de um ano de serviço de dispensa do trabalho durante 30 dias em caso de parto, sendo-lhes concedido um subsídio pelo menos igual a um terço do ordenado que auferiam.
Foi poetisa de mérito e autora, para além de operetas, de pequenas peças teatrais de revista, entre as quais, em parceria com Madalena Trigueiros Patrício e com o maestro João Vasconcelos, a peça intitulada O Sarau dos Românticos, encenada em 1916 no Teatro Politeama com considerável sucesso.
Encontra-se colaboração da sua autoria no periódico O Azeitonense (1919-1920).

## Obras
É autora das seguintes obras:
- Versos (com um prólogo de Henrique Lopes de Mendonça). Lisboa: Typ. do Annuario Commercial, 1909.
- Cantigas leva-as o vento. [S.l.: s.n.], 1925.
- Cantigas leva-as o vento…. [S.l.: s.n.], 1936.